# Eric Lanini
Eric Lanini (Turijn, 25 februari 1994) is een Italiaans voetballer die bij voorkeur als aanvaller speelt. Hij staat onder contract bij Juventus.

## Clubcarrière
Lanini is afkomstig uit de jeugdacademie van Juventus. Tijdens het seizoen 2013/14 werd hij uitgeleend aan AC Prato. Op 8 september 2013 debuteerde hij in de Lega Pro Prima Divisione tegen FC Catanzaro. Zijn eerste competitietreffer maakte hij op 13 oktober 2013 tegen US Pontedera 1912. In totaal maakte de aanvaller zeven doelpunten in 22 competitiewedstrijden voor AC Prato. In 2014 werd hij voor anderhalf miljoen euro verkocht aan US Palermo, dat hem één seizoen uitleende aan Virtus Entella. Op 28 oktober 2014 debuteerde hij in de Serie B tegen Catania. Hij maakte meteen zijn eerste treffer voor Virtus Entella. In achttien competitiewedstrijden maakte Lanini drie treffers voor de club uit Chiavari. In 2015 keerde hij terug bij Juventus.